# Sepang International Circuit
Koordinati:   2°45′39″N, 101°44′18″E
Sepang International Circuit je dirkališče v Maleziji, ki je bilo med letoma 1999 in 2017 prizorišče dirke Formule 1 za Veliko nagrado Malezije.
Dirkališče, ki se nahaja južno od glavnega mesta Kuala Lumpur, so zgradili med letoma 1997 in 1999. Ponaša se z luksuznimi boksi, prostori za medije in tribunami. Nekateri pomisleki pa so se pojavili zaradi dejstva, da se steza počasi pogreza. Razlog za to je dejstvo, da je bilo dirkališče zgrajeno na nekdanjem močvirju.
Glavna steza poteka v smeri urinega kazalca in je dolga 5.54 kilometra. Znana je še po svojih srednje hitrih ovinkih in širokih ravninah. Tloris steze je nenavaden z dolgo nasprotno ravnino in le enim zares ozkim ovinkom.

## Zmagovalci
| Sezona | Zmagovalec           | Konstruktor        | Poročilo |
| ------ | -------------------- | ------------------ | -------- |
| 2017   | Max Verstappen       | Red Bull-TAG Heuer | Poročilo |
| 2016   | Daniel Ricciardo     | Red Bull-TAG Heuer | Poročilo |
| 2015   | Sebastian Vettel     | Ferrari            | Poročilo |
| 2014   | Lewis Hamilton       | Mercedes           | Poročilo |
| 2013   | Sebastian Vettel     | Red Bull-Renault   | Poročilo |
| 2012   | Fernando Alonso      | Ferrari            | Poročilo |
| 2011   | Sebastian Vettel     | Red Bull-Renault   | Poročilo |
| 2010   | Sebastian Vettel     | Red Bull-Renault   | Poročilo |
| 2009   | Jenson Button        | Brawn-Mercedes     | Poročilo |
| 2008   | Kimi Räikkönen       | Ferrari            | Poročilo |
| 2007   | Fernando Alonso      | McLaren-Mercedes   | Poročilo |
| 2006   | Giancarlo Fisichella | Renault            | Poročilo |
| 2005   | Fernando Alonso      | Renault            | Poročilo |
| 2004   | Michael Schumacher   | Ferrari            | Poročilo |
| 2003   | Kimi Räikkönen       | McLaren-Mercedes   | Poročilo |
| 2002   | Ralf Schumacher      | Williams           | Poročilo |
| 2001   | Michael Schumacher   | Ferrari            | Poročilo |
| 2000   | Michael Schumacher   | Ferrari            | Poročilo |
| 1999   | Eddie Irvine         | Ferrari            | Poročilo |